# رئیس پارلمان اروپا
رئیس پارلمان اروپا (انگلیسی: President of the European Parliament) رئیس پارلمان اروپا ریاست مناظرات و فعالیت‌های پارلمان اروپا را بر عهده دارد. او همچنین نماینده این پارلمان در اتحادیه اروپا و در سطح بین‌المللی است. امضای رئیس پارلمان برای تصویب اکثر قوانین اتحادیه اروپا و بودجه اتحادیه اروپا لازم است.
دوره‌های رؤسای پارلمان دو و نیم تا پنج سال است که معمولاً بین دو حزب بزرگ سیاسی تقسیم می‌شود. از زمان تأسیس پارلمان در ۱۹۵۲، ۳۰ رئیس پارلمان وجود داشته‌اند که ۱۷ نفر از آنها از اولین انتخابات پارلمانی در ۱۹۷۹ خدمت کرده‌اند. دو تن از رؤسای پارلمان زن بوده‌اند و اکثر آنها از کشورهای قدیمی تر عضو پارلمان اروپا آمده‌اند.

## نقش در پارلمان
رئیس پارلمان ریاست مناظره‌ها و نظارت بر کلیه فعالیت‌های پارلمان و نهادهای تشکیل دهنده آن را بر عهده دارد (اطمینان از اجرای آیین‌نامه داخلی پارلمان)، این کار او مشابه سخنگوی مجلس در یک کشور می‌باشد. ۱۴ معاون رئیس‌پارلمان در مقام پایین‌تر از رئیس‌پارلمان هستند و در نبود رئیس پارلمان، مناظرات را مدیریت می‌کنند. رئیس پارلمان همچنین ریاست جلسات دفتر پارلمان را که مسئول مسائل بودجه‌ای و اداری است، و کنفرانس رؤسا که هیئت حاکمه‌ای متشکل از رؤسای هر یک از گروه‌های سیاسی مجلس است، بر عهده دارد.

## موقعیت در اتحادیه
رئیس پارلمان نماینده این پارلمان در کلیه مسائل حقوقی و روابط خارجی به ویژه روابط بین‌المللی است. هنگامی که شورای اروپا تشکیل جلسه می‌دهد، رئیس پارلمان موضع پارلمان در مورد موضوعاتی که در دستور کار شورا قرار دارند ارائه می‌دهد. رئیس پارلمان همچنین در کنفرانس‌های بین دولتی دربارهٔ معاهدات جدید شرکت می‌کند. امضای رئیس پارلمان همچنین برای تصویب بودجه اتحادیه اروپا و قوانین اتحادیه که بر اساس رویه تصمیم‌گیری مشترک تصویب شده‌اند لازم است. رئیس پارلمان همچنین ریاست کمیته‌های مصالحه با شورا را در این زمینه‌ها بر عهده دارد.

## انتخابات
رئیس پارلمان توسط اعضای پارلمان برای یک دوره دو سال و نیم انتخاب می‌شود، یعنی دو انتخابات در هر دوره پارلمانی صورت می‌گیرد. از این رو ممکن است در یک دوره دو رئیس پارلمان خدمت کنند. از دهه ۱۹۸۰، دو حزب عمده در پارلمان، حزب مردم اروپا (EPP) و حزب سوسیالیست‌های اروپایی (PES) این دو پست را بین خود تقسیم کرده‌اند. به عنوان مثال، در مجلس قانونگذاری ۲۰۰۴–۲۰۰۹، EPP از نامزد PES برای ریاست جمهوری حمایت کرد و زمانی که دوره او در سال ۲۰۰۷ به پایان رسید، PES از نامزد EPP حمایت کرد. این امر منجر به اکثریت زیادی برای روسای پارلمان شد، اگرچه استثناهایی وجود دارد: در مجلس قانونگذاری۲۰۰۴ –۱۹۹۹، بر اساس یک توافق EPP-لیبرال، رئیس پارلمان برای نیمه دوم دوره یک لیبرال بود تا یک سوسیالیست.

## رئیس جدید پارلمان اروپا
روبرتا متسولا تدسکو تریکاس (زاده ۱۸ ژانویه ۱۹۷۹) یک سیاستمدار کشور مالت است که از ۱۱ ژانویه ۲۰۲۲ به عنوان رئیس موقت پارلمان اروپا فعالیت می‌کند. متسولا برای اولین بار در ۲۰۱۳ به عنوان نماینده کشور مالت به عضویت پارلمان اروپا درآمد. او در نوامبر ۲۰۲۰ به عنوان معاون اول پارلمان اروپا انتخاب شد. متسولا پس از مرگ دیوید ساسولی در ۱۱ ژانویه ۲۰۲۲ به عنوان رئیس موقت پارلمان اروپا برگزیده شد تا زمانی که انتخابات برای تعیین جانشین ساسولی انجام گیرد.